# Жухово
Жухово (пол. Żuchowo, нім. Suchfeld) — село в Польщі, у гміні Скемпе Ліпновського повіту Куявсько-Поморського воєводства.
Населення — 249 осіб (2011).
У 1975-1998 роках село належало до Влоцлавського воєводства.

## Демографія
Демографічна структура станом на 31 березня 2011 року:
|          | Загалом | Допрацездатний вік | Працездатний вік | Постпрацездатний вік |
| -------- | ------- | ------------------ | ---------------- | -------------------- |
| Чоловіки | 133     | 35                 | 86               | 12                   |
| Жінки    | 116     | 20                 | 75               | 21                   |
| Разом    | 249     | 55                 | 161              | 33                   |